# Patricia Fjellgren
Patricia Fjellgren, född 3 december 1976 i Stockholm, är en samisk författare. Hon är även en av ledamöterna i Sanningskommissionen för det samiska folket, som syftar till att granska statens historiska övergrepp mot den samiska befolkningen
.
År 2017 tilldelades Fjellgren Språkrådets minoritetsspråkpris för hennes insatser att främja och bevara det samiska språket. 2021 var Fjellgren tillsammans med Malin Nord redaktör för antologin Inifrån Sápmi: Vittnesmål från stulet land som kom ut på Verbal förlag.